# Монтань-Пеле
Монта́нь-Пеле́ (фр. Montagne Pelée — Лысая гора) или Мон-Пеле - действующий вулкан в северной части острова Мартиника (Малые Антильские острова) и её высшая точка.
Высота 1397 м, диаметр основания 15 км. Кратер овальной формы, размером 1000 на 750 метров. Печально знаменит из-за извержения 1902 года, когда раскалённая туча из пепла и газа (пирокластический поток) уничтожила город Сен-Пьер, где погибло около 30 тысяч человек. Извержение такого типа относят к пелейским.
В 1929—1932 годах вулкан был вновь активен, в результате чего вырос новый купол. У подножия — музей вулканизма.

## Извержение 1902 года
Пробуждение вулкана началось в апреле 1902 года, а катастрофа разразилась через месяц — 8 мая в 7 часов 52 минуты утра. Извержение произошло внезапно. Из вулкана вырвалось 2 облака сероватого цвета, состоящих из распылённой лавы, паров и газов, которые по всем направлениям бороздили молнии. Пирокластический поток с грохотом устремился по склону горы на город Сен-Пьер, расположенный в 8 км от вулкана.

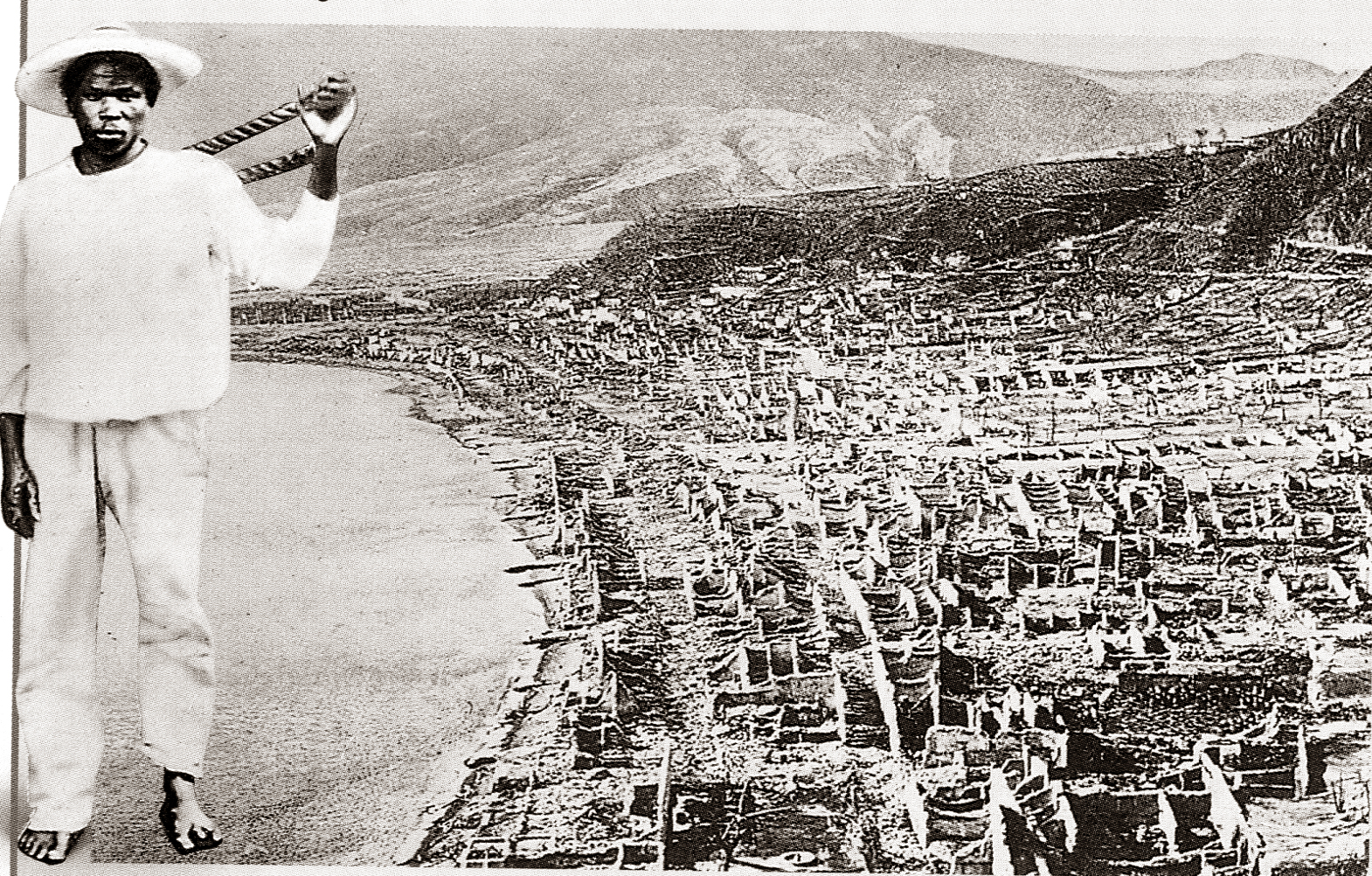
Руины Сен-Пьера и спасшийся заключённый Огюст Сипарис

Поток раскалённых газов и пепла за несколько минут снёс до основания цветущий город и уничтожил в гавани 17 пароходов, стоящих у причала. Только одному пароходу «Роддам» с поломанными мачтами, заваленному, как снегом, пеплом, дымящемуся во многих местах, с трудом удалось выбраться из бухты.
Всё население (около 28 тыс. человек) погибло от раскалённых газов, деревья были вырваны ураганом и сожжены. Тогда же погибла французская правительственная комиссия, прибывшая с целью исследования состояния вулкана, в том числе губернатор Мартиники Луи Мутте с супругой и известный художник Поль Мерварт. Из жителей города уцелели только два человека — заключённый городской тюрьмы, сидевший в подземной одиночной камере, и сапожник, живший на краю города (несмотря на полученные ожоги, он прожил ещё 34 года). Сила потока была так велика, что стоявший на площади монумент, весивший несколько тонн, был отброшен на несколько метров в сторону. О высокой температуре газов можно судить по находкам винных бутылок с изогнутыми от жара горлышками.
Местность, прилегающая к вулкану, была засыпана в радиусе 2 км камнями, достигавшими объёма 7-8 кубических километров.
Излияния лавы во время извержения не произошло, только в дальнейшем из жерла вулкана поднялась огромная лавовая пробка в виде остроконечной скалы (375 метров высоты при диаметре до 100 метров). Через год она постепенно разрушилась, и вулкан принял прежний облик.